# Mercado central de San José
El Mercado central de San José es el mayor mercado de la ciudad de San José, Costa Rica. Establecido en 1880, ocupa toda una manzana de la avenida central, 250 metros al noroeste del Parque Central. Fue declarado Patrimonio Cultural por su fuerte tradición e identidad.
El mercado contiene un complejo de estrechos callejones con más de 200 tiendas, puestos y restaurantes con comidas populares llamados sodas. Una gran variedad de carnes, pescados, frutas, verduras, café y otros productos están a la venta incluyendo botas de piel de serpiente y sillas de montar de vaquero, remedios a base de hierbas, flores, recuerdos y artesanías locales. Decenas de miles de personas visitan el mercado diariamente. 
Dos cuadras al norte se encuentra el Mercado Borbón, que se especializa en la comida, con numerosas carnicerías, pescaderías y verdulerías.

## Galería de imágenes

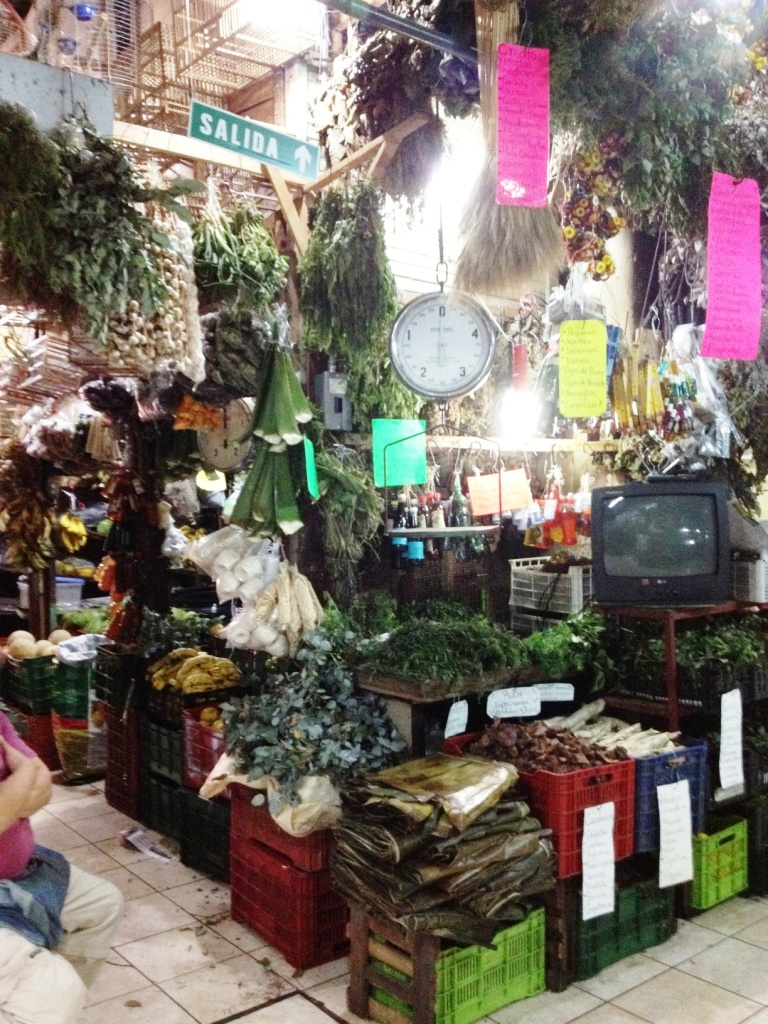
Hierbas medicinales a granel
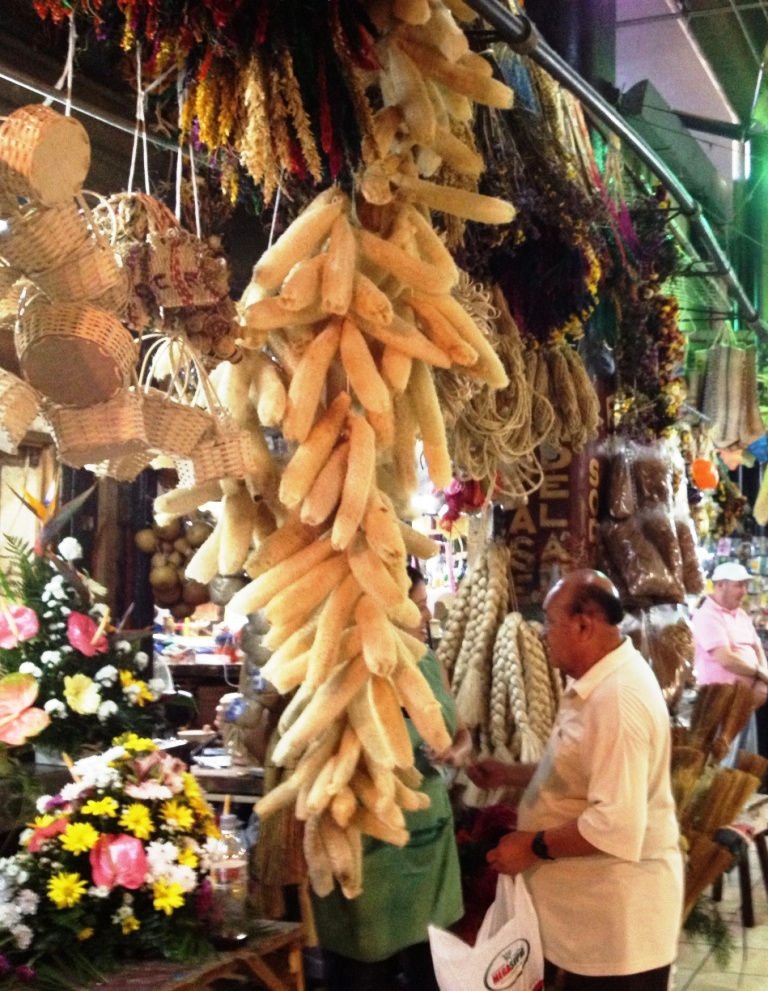
Pastes para desfoliadores naturales y otras limpiezas
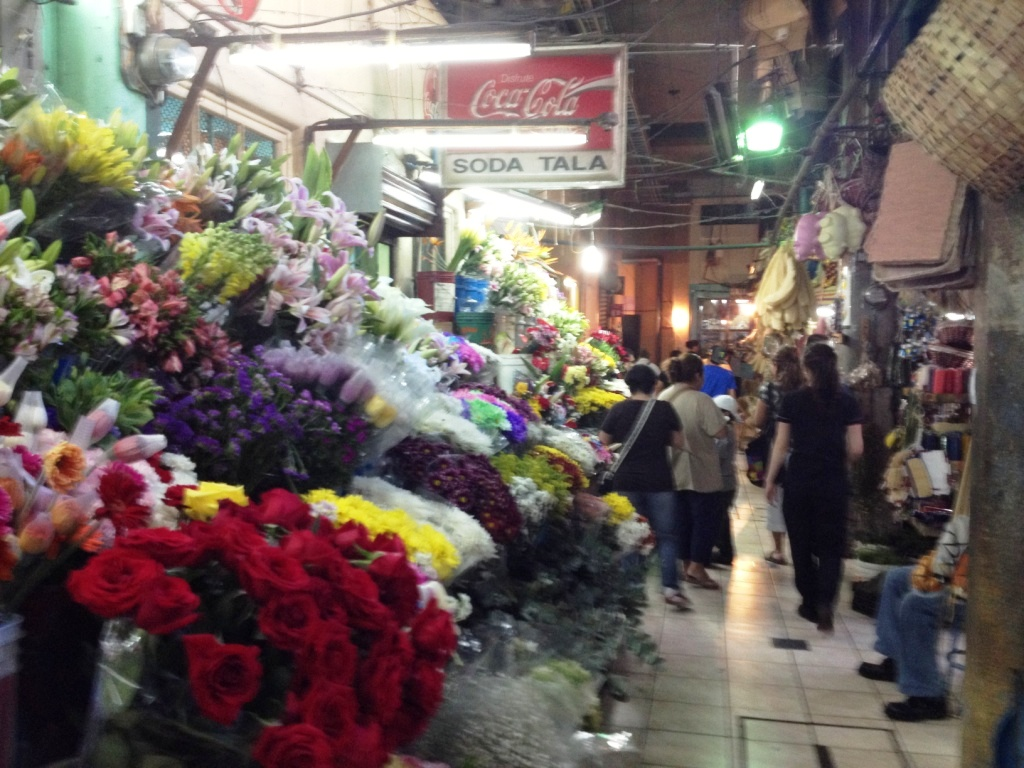
Flores de temporada de todo tipo, venta a granel
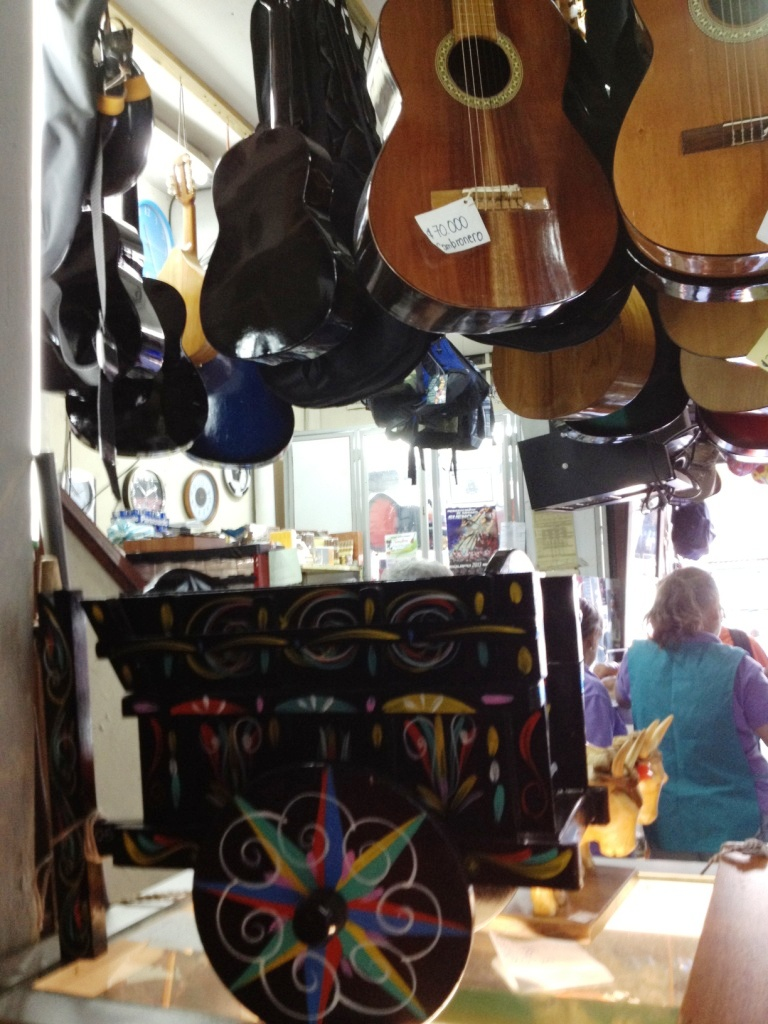
Guitarras y recuerdos típicos
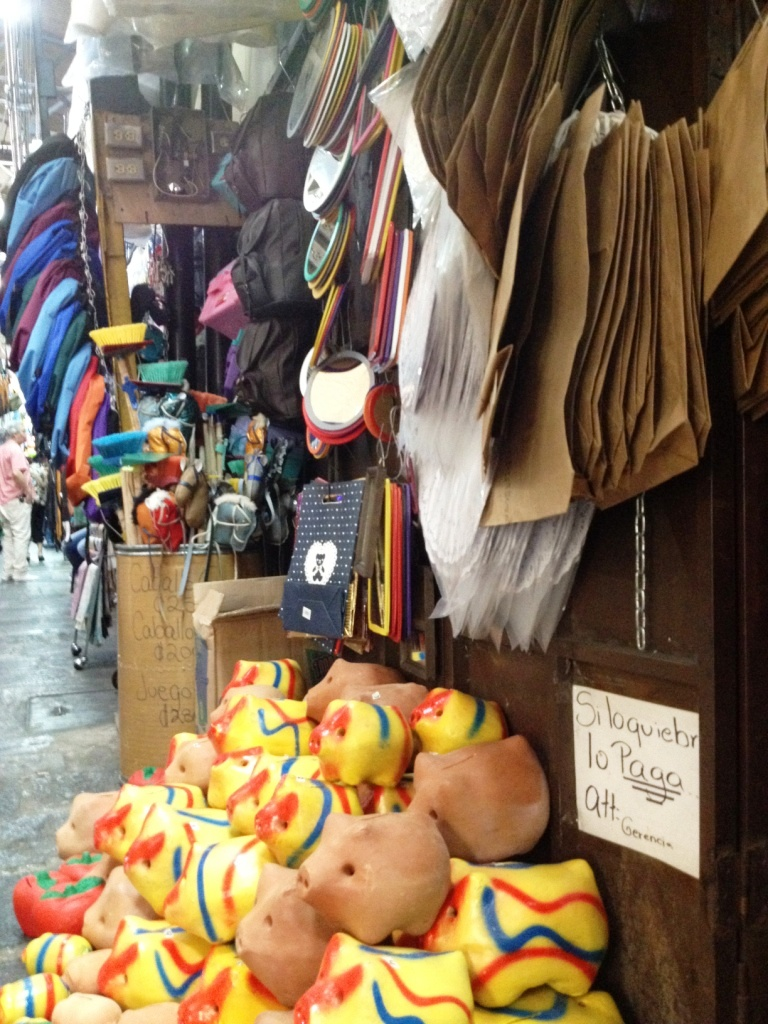
Alacancías "chanchito" en arcilla y empaques de fibras naturales
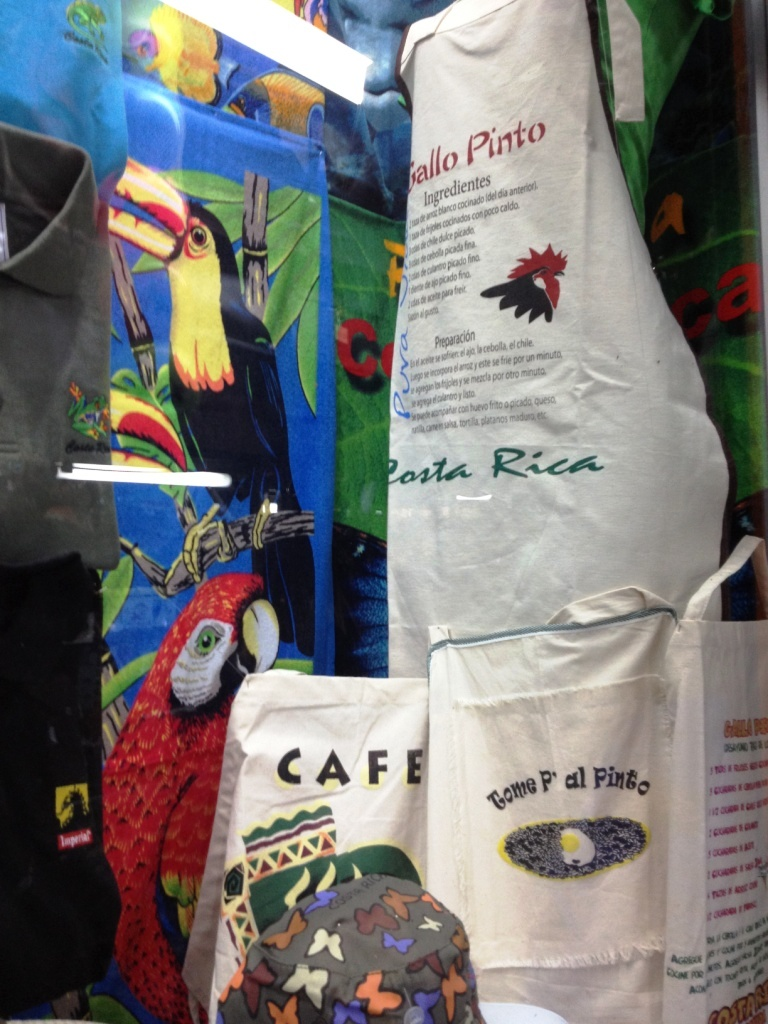
Delantales y otras prendas con ilustraciones típicas